# Campionati europei giovanili di nuoto 2017
I XLIV Campionati europei giovanili di nuoto si sono svolti in Israele dal 28 giugno al 2 luglio 2017. Le sedi di gara sono state a Natanya.

## Medagliere
| Posizione | Paese         | Oro | Argento | Bronzo | Totale |
| --------- | ------------- | --- | ------- | ------ | ------ |
| 1         | Russia        | 11  | 12      | 7      | 30     |
| 2         | Ungheria      | 11  | 8       | 2      | 21     |
| 3         | Italia        | 5   | 3       | 3      | 11     |
| 4         | Gran Bretagna | 2   | 2       | 3      | 7      |
| 5         | Paesi Bassi   | 2   | 2       | 0      | 4      |
| 5         | Irlanda       | 2   | 2       | 0      | 4      |
| 7         | Polonia       | 2   | 1       | 6      | 9      |
| 8         | Danimarca     | 2   | 1       | 0      | 3      |
| 9         | Moldavia      | 1   | 1       | 2      | 4      |
| 10        | Rep. Ceca     | 1   | 1       | 1      | 3      |
| 11        | Serbia        | 1   | 1       | 0      | 2      |
| 12        | Bielorussia   | 1   | 0       | 0      | 1      |
| 12        | Turchia       | 1   | 0       | 0      | 1      |
| 14        | Spagna        | 0   | 3       | 0      | 3      |
| 15        | Belgio        | 0   | 2       | 2      | 4      |
| 16        | Svezia        | 0   | 1       | 4      | 5      |
| 17        | Romania       | 0   | 1       | 0      | 1      |
| 17        | Austria       | 0   | 1       | 0      | 1      |
| 19        | Francia       | 0   | 0       | 3      | 3      |
| 19        | Slovenia      | 0   | 0       | 3      | 3      |
| 21        | Ucraina       | 0   | 0       | 2      | 1      |
| 22        | Estonia       | 0   | 0       | 1      | 1      |
| 22        | Israele       | 0   | 0       | 1      | 1      |
| 22        | Svizzera      | 0   | 0       | 1      | 1      |
| 22        | Croazia       | 0   | 0       | 1      | 1      |
| Totale    | Totale        | 42  | 42      | 42     | 126    |

## Podi

### Uomini
| Evento               | Oro                                                                         | Tempo    | Argento                                                              | Tempo    | Bronzo                                                                   | Tempo    |
| Stile libero         |                                                                             |          |                                                                      |          |                                                                          |          |
| 50 m                 | Leonardo Deplano                                                            | 22"47    | Björn Seeliger                                                       | 22"54    | Maxime Grousset                                                          | 22"59    |
| 100 m                | Nándor Németh                                                               | 48"82    | Alexei Sancov                                                        | 49"01    | Jakub Kraska                                                             | 49"35    |
| 200 m                | Alexei Sancov                                                               | 1'47"00  | Nándor Németh                                                        | 1'47"14  | Ivan Girev                                                               | 1'48"13  |
| 400 m                | Ákos Kalmár                                                                 | 3'50"10  | Martin Maljutin                                                      | 3'51"50  | Balázs Holló                                                             | 3'51"79  |
| 800 m                | Yaroslav Potapov                                                            | 7'55"95  | Ákos Kalmár                                                          | 7'56"23  | Marin Mogić                                                              | 8'01"49  |
| 1500 m               | Yaroslav Potapov                                                            | 15'07"86 | Ákos Kalmár                                                          | 15'09"24 | Dávid Lakatos                                                            | 15'14"28 |
| Dorso                |                                                                             |          |                                                                      |          |                                                                          |          |
| 50 m                 | Kliment Kolesnikov                                                          | 25"15    | Conor Ferguson                                                       | 25"27    | Kamil Kaźmierczak                                                        | 25"33    |
| 100 m                | Kacper Stokowski                                                            | 54"60    | Kliment Kolesnikov                                                   | 54"69    | Thierry Bollin                                                           | 54"92    |
| 200 m                | Kliment Kolesnikov                                                          | 1'57"73  | Daniel Cristian Martin                                               | 1'58"72  | Nikita Tretyakov                                                         | 1'59"20  |
| Rana                 |                                                                             |          |                                                                      |          |                                                                          |          |
| 50 m                 | Nicolò Martinenghi                                                          | 27"24    | Alessandro Pinzuti                                                   | 27"51    | Evgenii Somov                                                            | 28"08    |
| 100 m                | Nicolò Martinenghi                                                          | 59"23    | Evgenii Somov                                                        | 1'01"09  | Alessandro Pinzuti                                                       | 1'01"28  |
| 200 m                | Evgenii Somov                                                               | 2'10"79  | Valentin Bayer                                                       | 2'13"54  | Mykyta Koptyelov                                                         | 2'13"78  |
| Farfalla             |                                                                             |          |                                                                      |          |                                                                          |          |
| 50 m                 | Ümitcan Güreş                                                               | 23"72    | Kristóf Milák                                                        | 23"86    | Maxime Grousset                                                          | 23"88    |
| 100 m                | Egor Kuimov                                                                 | 51"35    | Kristóf Milák                                                        | 51"49    | Kregor Zirk                                                              | 52"98    |
| 200 m                | Kristóf Milák                                                               | 1'53"79  | Federico Burdisso                                                    | 1'57"83  | Denys Kesil                                                              | 1'58"19  |
| Misti                |                                                                             |          |                                                                      |          |                                                                          |          |
| 200 m                | Thomas Dean                                                                 | 2'01"02  | Márton Barta                                                         | 2'01"82  | James McFadzen                                                           | 2'02"67  |
| 400 m                | Balazs Hollo                                                                | 4'19"55  | Thomas Dean                                                          | 4'20"20  | Marcel Wągrowski                                                         | 4'21"63  |
| Staffette            |                                                                             |          |                                                                      |          |                                                                          |          |
| 4x100 m stile libero | Polonia Karol Ostrowski Bartosz Piszczorowicz Kacper Stokowski Jakub Kraska | 3'17"11  | Ungheria Nandor Nemeth Richárd Márton Marton Barta Kristóf Milák     | 3'17"60  | Russia Kliment Kolesnikov Vladimir Dubinin Ivan Girev Gleb Karasev       | 3'17"99  |
| 4x200 m stile libero | Ungheria Kristóf Milák Nandor Nemeth Richárd Márton Balazs Hollo            | 7'15"46  | Russia Martin Maljutin Petr Zhikharev Mikhail Bocharnikov Ivan Girev | 7'15"58  | Israele Tomer Frankel Itay Karmi Denis Loktev Alon Shami                 | 7'19"57  |
| 4x100 m misti        | Italia Thomas Ceccon Nicolò Martinenghi Federico Burdisso Davide Nadini     | 3'35"24  | Russia Kliment Kolesnikov Evgenii Somov Egor Kuimov Ivan Girev       | 3'35"44  | Polonia Kamil Kazmierczak Rafal Kusto Jakub Kraska Bartosz Piszczorowicz | 3'38"77  |

### Donne
| Evento               | Oro                                                                              | Tempo    | Argento                                                                     | Tempo    | Bronzo                                                                                    | Tempo    |
| Stile libero         |                                                                                  |          |                                                                             |          |                                                                                           |          |
| 50 m                 | Barbora Seemanová                                                                | 25"06    | Julie Jensen                                                                | 25"22    | Neza Klancar                                                                              | 25"35    |
| 100 m                | Marrit Steenbergen                                                               | 54"13    | Barbora Seemanová                                                           | 54"62    | Vasilissa Buinaia                                                                         | 55"58    |
| 200 m                | Ajna Késely                                                                      | 1'57"85  | Valentine Dumont                                                            | 1'58"69  | Barbora Seemanová                                                                         | 1'59"32  |
| 400 m                | Ajna Késely                                                                      | 4'08"25  | Beatriz Agueda                                                              | 4'10"13  | Katja Fain                                                                                | 4'11"36  |
| 800 m                | Ajna Késely                                                                      | 8'31"81  | Beatriz Agueda                                                              | 8'35"18  | Anastasiia Kirpichnikova                                                                  | 8'36"79  |
| 1500 m               | Ajna Késely                                                                      | 16'11"25 | Beatriz Agueda                                                              | 16'29"21 | Giulia Salin                                                                              | 16'32"65 |
| Dorso                |                                                                                  |          |                                                                             |          |                                                                                           |          |
| 50 m                 | Dar'ja Vas'kina                                                                  | 28"39    | Polina Egorova                                                              | 28"50    | Tania Quaglieri                                                                           | 28"62    |
| 100 m                | Polina Egorova                                                                   | 59"62    | Dar'ja Vas'kina                                                             | 1'00"90  | Tatiana Salcutan                                                                          | 1'01"55  |
| 200 m                | Polina Egorova                                                                   | 2'08"97  | Anastasia Avdeeva                                                           | 2'09"91  | Tatiana Salcutan                                                                          | 2'10"12  |
| Rana                 |                                                                                  |          |                                                                             |          |                                                                                           |          |
| 50 m                 | Mona McSharry                                                                    | 31"38    | Weronika Hallmann                                                           | 31"55    | Tina Celik                                                                                | 31"57    |
| 100 m                | Mona McSharry                                                                    | 1'07"61  | Tes Schouten                                                                | 1'09"03  | Hannah Brunzell                                                                           | 1'09"59  |
| 200 m                | Layla Black                                                                      | 2'27"31  | Mona McSharry                                                               | 2'27"44  | Hannah Brunzell                                                                           | 2'29"36  |
| Farfalla             |                                                                                  |          |                                                                             |          |                                                                                           |          |
| 50 m                 | Anastasija Škurdaj                                                               | 26"53    | Polina Egorova                                                              | 26"62    | Sara Junevik                                                                              | 26"69    |
| 100 m                | Katrine Villesen                                                                 | 59"43    | Polina Egorova                                                              | 59"59    | Hanna Rosvall                                                                             | 59"95    |
| 200 m                | Katrine Villesen                                                                 | 2'09"41  | Ciara Schlosshan                                                            | 2'10"48  | Valentine Dumont                                                                          | 2'11"17  |
| Misti                |                                                                                  |          |                                                                             |          |                                                                                           |          |
| 200 m                | Marrit Steenbergen                                                               | 2'13"69  | Anja Crevar                                                                 | 2'14"13  | Alicia Wilson                                                                             | 2'14"60  |
| 400 m                | Anja Crevar                                                                      | 4'41"17  | Anna Pirovano                                                               | 4'43"20  | Cyrielle Duhamel                                                                          | 4'43"63  |
| Staffette            |                                                                                  |          |                                                                             |          |                                                                                           |          |
| 4x100 m stile libero | Russia Katarina Milutinovich Polina Osipenko Irina Krivonogova Vasilissa Buinaia | 3'42"22  | Paesi Bassi Laura van Engelen Imani de Jong Yaelle Lucht Marrit Steenbergen | 3'43"53  | Belgio Valentine Dumont Juliette Dumont Anke Geeroms Lotte Goris                          | 3'44"29  |
| 4x200 m stile libero | Ungheria Fanni Gyurinovics Janka Juhasz Petra Barocsai Ajna Késely               | 7'58"99  | Belgio Valentine Dumont Juliette Dumont Camille Bouden Lotte Goris          | 8'02"67  | Russia Irina Krivonogova Katarina Milutinovich Vasilissa Buinaia Anastasiia Kirpichnikova | 8'03"66  |
| 4x100 m misti        | Russia Dar'ja Vas'kina Alena Chekhovskikh Polina Egorova Vasilissa Buinaia       | 4'04"76  | Ungheria Dorottya Dobos Reka Vecsei Petra Barocsai Fanni Gyurinovics        | 4'07"90  | Polonia Julia Koluch Weronika Hallmann Katarzyna Kolodziej Aleksandra Polanska            | 4'08"74  |

### Gare miste
| Evento               | Oro                                                                                  | Tempo   | Argento                                                                      | Tempo   | Bronzo                                                                              | Tempo   |
| Staffette            |                                                                                      |         |                                                                              |         |                                                                                     |         |
| 4x100 m stile libero | Ungheria Kristóf Milák Nandor Nemeth Fanni Gyurinovics Ajna Késely                   | 3'28"50 | Russia Kliment Kolesnikov Vladimir Dubinin Polina Osipenko Vasilissa Buinaia | 3'30"67 | Polonia Bartosz Piszczorowicz Kornelia Fiedkiewicz Aleksandra Polanska Jakub Kraska | 3'30"76 |
| 4x100 m misti        | Italia Tania Quaglieri Nicolò Martinenghi Alberto Razzetti Maria Ginevra Masciopinto | 3'50"99 | Russia Kliment Kolesnikov Evgenii Somov Polina Osipenko Vasilissa Buinaia    | 3'51"84 | Gran Bretagna Lily Boseley Oliver Crosby Ciara Schlosshan Scott McLay               | 3'54"24 |